# Chalcides
Genre
Chalcides est un genre de sauriens de la famille des Scincidae.

## Répartition
Les espèces de ce genre se rencontrent en Europe du Sud, dans le nord de l'Afrique et dans l'ouest de l'Asie.

## Liste des espèces
Selon The Reptile Database (2 août 2012) :
- Chalcides armitagei Boulenger, 1922
- Chalcides bedriagai (Bosca, 1880)
- Chalcides bottegi Boulenger, 1898
- Chalcides boulengeri Anderson, 1892
- Chalcides chalcides (Linnaeus, 1758)
- Chalcides coeruleopunctatus Salvador, 1975
- Chalcides colosii Lanza, 1957
- Chalcides delislei (Lataste, 1876)
- Chalcides ebneri Werner, 1931
- Chalcides guentheri Boulenger, 1887
- Chalcides lanzai Pasteur, 1967
- Chalcides levitoni Pasteur, 1978
- Chalcides manueli Hediger, 1935
- Chalcides mauritanicus (Duméril & Bibron, 1839)
- Chalcides mertensi Klausewitz, 1954
- Chalcides minutus Caputo, 1993
- Chalcides mionecton (Boettger, 1874)
- Chalcides montanus Werner, 1931
- Chalcides ocellatus (Forskal, 1775)
- Chalcides parallelus Doumergue, 1901
- Chalcides pentadactylus (Beddome, 1870)
- Chalcides polylepis Boulenger, 1890
- Chalcides pseudostriatus Caputo, 1993
- Chalcides pulchellus Mocquard, 1906
- Chalcides ragazzii Boulenger, 1890
- Chalcides sepsoides (Audouin, 1829)
- Chalcides sexlineatus Steindachner, 1891
- Chalcides sphenopsiformis (Duméril, 1856)
- Chalcides striatus (Cuvier, 1829)
- Chalcides thierryi Tornier, 1901
- Chalcides viridanus (Gravenhorst, 1851)

## Étymologie
Le nom de ce genre, Chalcides, vient de chalcidica en référence à la Chalcédoine, le terme dérivant de ϰαλκος suignifiant « cuivré » en référence aux couleurs de certaines espèces.

## Publication originale
- Laurenti, 1768 : Specimen medicum, exhibens synopsin reptilium emendatam cum experimentis circa venena et antidota reptilium austriacorum, Vienna Joan Thomae, p. 1-217 (texte intégral).